# Hanna Stankówna
Hanna Janina Stankówna-Lisowska (Stanek-Lisowska) (ur. 4 maja 1938 w Poznaniu, zm. 14 grudnia 2020 w Warszawie) – polska aktorka teatralna i filmowa.

## Życiorys

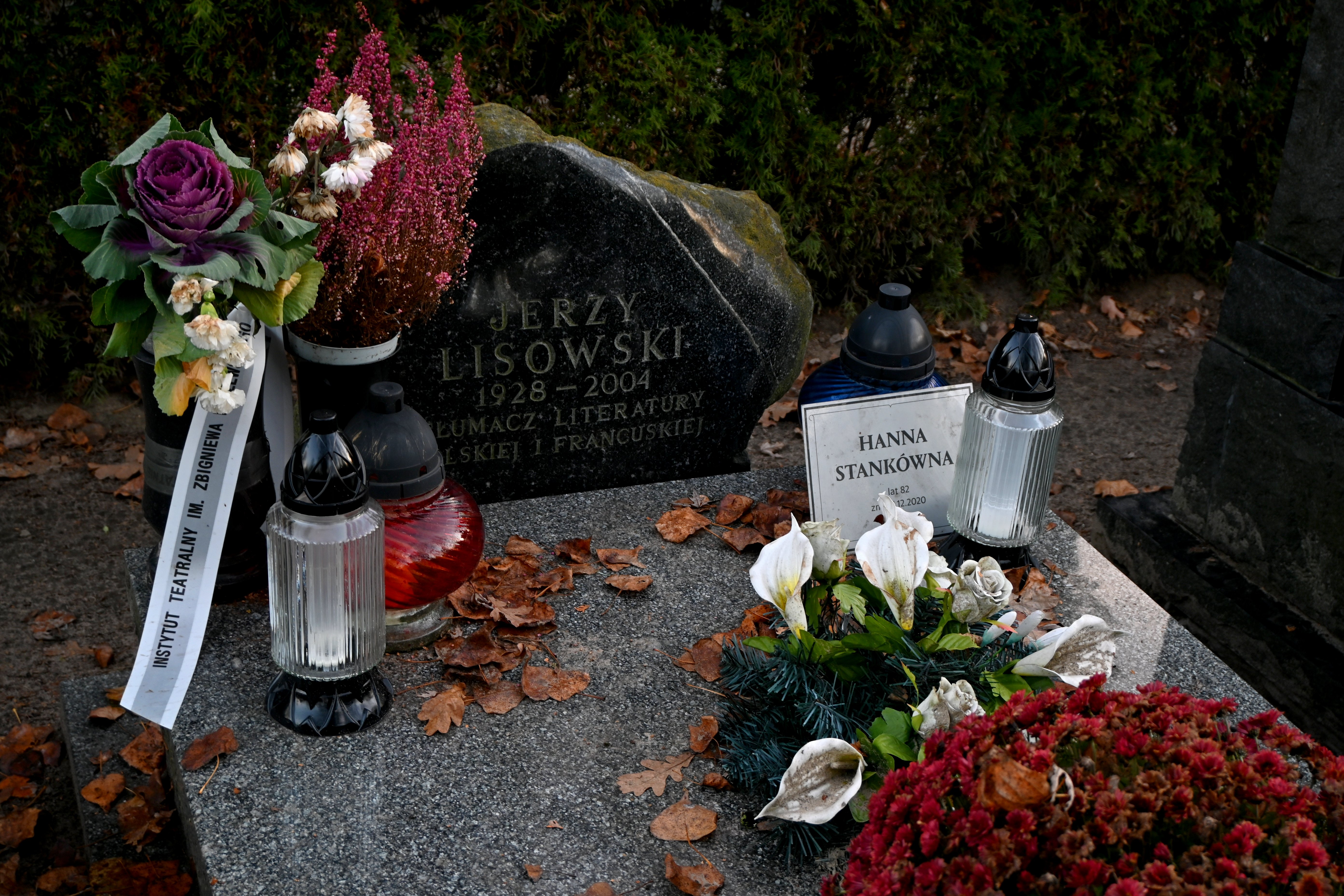
Grób tłumacza Jerzego Lisowskiego i aktorki Hanny Stankówny na Cmentarzu Wojskowym na Powązkach w Warszawie

Absolwentka V Liceum Ogólnokształcącego w Poznaniu. W 1959 ukończyła studia na PWST w Warszawie.
W latach 1959–1999 występowała na deskach Teatru Polskiego w Warszawie. Kreowała role dramatyczne i komediowe m.in. wcielała się w Klarę w Pigmalionie (1961) w reżyserii Romana Zawistowskiego, Dorynę w Świętoszku (1962) w reżyserii Czesława Wołłejko, Rachelę w Weselu (1991) w reżyserii Kazimierza Dejmka. Grała też role szekspirowskie, np. Julię w Romeo i Julii (1963) w reżyserii Kazimierza Brauna. W sumie zagrała w 65 spektaklach teatralnych, 48 przedstawieniach Teatru Telewizji, 180 słuchowiskach Teatru Polskiego Radia oraz występowała w radiowej powieści W Jezioranach.
Za sprawą charakterystycznej urody w filmach i serialach była obsadzana przede wszystkim w rolach arystokratek lub kobiet silnych, władczych i posągowych – grała m.in. hrabinę Ćwilecką w Trędowatej (1976) czy księżną Janettę Roztocką w Karierze Nikodema Dyzmy (1980). Wyraziste role wykreowała w filmach: Wilczyca (1983), w którym zagrała postać drugoplanową, Hortensję Vitie, kochankę Julii (Iwona Bielska) oraz Seksmisja (1984), w której wcieliła się w doktor Teklę, nieprzejednaną i stanowczą szefową Genetix, laboratorium przyszłości odpowiedzialnego za sprawy genetyczne w świecie. Występowała też w popularnych serialach: 07 zgłoś się (1976), Królowa Bona (1980), Jan Serce (1981), Tulipan (1986) czy w obu częściach Tygrysów Europy (1999, 2003). W ostatnich latach grała w serialach Barwy Szczęścia (2007–2015) i Na Wspólnej (2008–2018).
Zmarła 14 grudnia 2020 w Warszawie. 23 grudnia 2020 została pochowana w grobie rodzinnym na cmentarzu Wojskowym na Powązkach w Warszawie (kwatera G-tuje-2).

## Życie prywatne
Była żoną krytyka literackiego Jerzego Lisowskiego (zm. 2004), z którym miała syna Kacpra Lisowskiego.

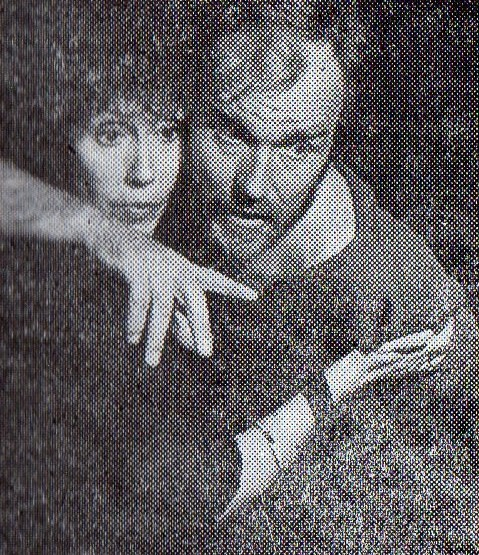
Z Andrzejem Wilkiem w Poznaniu w 1986 (Teatr Polski, Seans Ireneusza Iredyńskiego)

## Dokonania artystyczne

### Teatr
- 1958: Wesele Stanisław Wyspiański – Rachel (reż.: Jan Kreczmar, Rena Tomaszewska, PWST Warszawa)
- 1959: Beatrix Cenci Juliusz Słowacki – Furia I (reż.: Jan Kreczmar, Teatr Polski Warszawa)
- 1959: Trzy siostry Antoni Czechow – Masza (reż.: Zofia Małynicz, Halina Drohocka, PWST Warszawa)
- 1959: Wodewil i piosenka Widowisko muzyczno-estradowe (reż.: Kazimierz Rudzki, Teatr Ateneum im. Stefana Jaracza Warszawa)
- 1959: R.U.R. Karel Čapek – Helena (reż.: Maria Wiercińska, Teatr Polski Warszawa)
- 1960: Kogut zawinił… Seán O’Casey – Julia (reż.: Zygmunt Hübner, Teatr Polski Warszawa)
- 1961: Śmierć Gubernatora Leon Kruczkowski – Eliza (reż.: Kazimierz Dejmek, Teatr Polski Warszawa)
- 1961: Eryk XIV August Strindberg – Karin (reż.: Zygmunt Hübner, Teatr Polski Warszawa)
- 1961: Pigmalion George Bernard Shaw – Klara (reż.: Roman Zawistowski, Teatr Polski Warszawa)
- 1962: Mariana Pineda Federico Garcia Lorca – Amparo, Lucja (reż.: Władysław Hańcza, Teatr Polski Warszawa)
- 1962: Lai znaczy jaśmin Jerzy Zawieyski – Lai (reż.: Olga Koszutska, Teatr Polski Warszawa)
- 1962: Pierścień wielkiej damy Cyprian Kamil Norwid – hrabina Maria Harrys (reż.: Kazimierz Braun, Teatr Polski Warszawa)
- 1963: Świętoszek Molière – Doryna (reż.: Czesław Wołłejko, Teatr Polski Warszawa)
- 1963: Borys Godunow Aleksander Puszkin – Dama pierwsza (reż.: Henryk Szletyński, Teatr Polski Warszawa)
- 1963: Wit Stwosz i Niobe Konstanty Ildefons Gałczyński (reż.: Zygmunt Listkiewicz, Teatr Polski Warszawa)
- 1963: Romeo i Julia William Shakespeare – Julia (reż.: Kazimierz Braun, Teatr Polski Warszawa)
- 1965: Miarka za miarkę William Shakespeare – Julia (reż.: Aleksander Bardini, Teatr Polski Warszawa)
- 1965: Sonata Widm August Strindberg – Panna, córka Pułkownika (reż.: Jerzy Kreczmar, Teatr Polski Warszawa)
- 1966: Irydion Zygmunt Krasiński – Elsinoe (reż.: Jerzy Kreczmar, Teatr Polski Warszawa)
- 1966: Trojanki Eurypides – Kasandra (reż.: Jan Kulczyński, Teatr Polski Warszawa)
- 1967: Jakiej mnie pragniesz… Luigi Pirandello – Greta (reż.: Józef Gruda, Teatr Polski Warszawa)
- 1968: Pierwsza sztuka Fanny George Bernard Shaw – Fanny (reż.: Stanisław Bugajski, Teatr Polski Warszawa)
- 1969: Medea Jan Parandowski – córka Peliasa (reż.: Michał Pawlicki, Teatr Polski Warszawa
- 1969: Dni przestępne Stanisław Grochowiak – Hrabina żona (reż.: Mariusz Dmochowski, Teatr Autorów Pokolenie Warszawa)
- 1970: Księżniczka na opak wywrócona Pedro Calderon de la Barca – Flora (reż.: Krystyna Meissner, Teatr Polski Warszawa)
- 1976: Wieczór Trzech Króli William Shakespeare – Orsino (reż.: Jan Kulczyński, Teatr Stara Prochownia Warszawa)
- 1977: Maskarada Jarosław Iwaszkiewicz – Catherine (reż.: Ignacy Gogolewski, Teatr Polski Warszawa)
- 1978: Owca Stanisław Stratijew – Dermendżijewa (reż.: Jerzy Rakowiecki, Teatr Polski Warszawa)
- 1979: Celestyna Fernando de Rojas – Elicja (reż.: Stanisław Różewicz, Teatr Polski Warszawa)
- 1979: Trojanki Joanna Bruzdowicz – Andromacha (gościnnie) (reż.: Bogdan Hussakowski, Teatr Wielki Warszawa)
- 1981: Przywidzenia i sny, czyli Perykles William Shakespeare (reż.: Ludwik René, PWST Warszawa)
- 1981: Ołtarz wzniesiony sobie Ireneusz Iredyński – Kyle (reż.: Jan Bratkowski, Teatr Polski Warszawa)
- 1982: Wyzwolenie Stanisław Wyspiański – Wróżka (reż.: Kazimierz Dejmek, Teatr Polski Warszawa)
- 1982: Zakładnik Paul Claudel – Sygna Coufontaine (gościnnie) (reż.: Grzegorz Mrówczyński, Teatr Polski Poznań)
- 1984: Sentyment do Wenecji Louis Velle (reż.: Grzegorz Mrówczyński, Scena na Piętrze Poznań)
- 1984: Trojanki Joanna Bruzdowicz – Andromacha (gościnnie) (reż.: Bogdan Hussakowski, Teatr Wielki Warszawa)
- 1986: Seans Ireneusz Iredyński – Ona (gościnnie) (reż.: Grzegorz Mrówczyński, Teatr Polski Poznań)
- 1987: Kordian Juliusz Słowacki – Imaginacja, Pani (reż.: Jan Englert, Teatr Polski Warszawa)
- 1988: Drzewo Wiesław Myśliwski – Hrabina (reż.: Kazimierz Dejmek, Teatr Polski Warszawa)
- 1989: Oni Stanisław Ignacy Witkiewicz – Halucyna Bleichertowa (reż.: Jan Englert, Teatr Polski Warszawa)
- 1990: Pierścień wielkiej damy czyli ex-machina Durejko Cyprian Kamil Norwid – Hrabina Maria Harrys (reż.: Jan Bratkowski, Teatr Polski Warszawa)
- 1991: Wesele Stanisław Wyspiański – Rachel (reż.: Kazimierz Dejmek, Teatr Polski Warszawa)
- 1992: Julio, jesteś czarująca Gilbert Sauvajon – Zina Devry (reż.: Romuald Szejd, Teatr „Scena Prezentacje” Warszawa)
- 1994: Omdlały koń Françoise Sagan – Felicyty Chesterfield (gość.) (reż.: Romuald Szejd. Teatr „Scena Prezentacje” Warszawa)
- 1994: Chłopcy Stanisław Grochowiak – Hrabina de Profundis (reż.: Maciej Z. Bordowicz, Teatr Polski Warszawa)
- 1994: Przebudzenie wiosny Frank Wedekind – Pani Gabor (reż.: Szczepan Szczykno, Teatr Polski Warszawa)
- 1995: Kariera Artura Ui Bertolt Brecht – Betty Dullfeet (reż.: Maciej Prus, Teatr Polski Warszawa)
- 1995: Upadek Cuchulaina William Butler Yeats – Strażniczka źródła (reż.: Paweł Wodziński, Teatr Polski Warszawa)
- 1996: Trzecia w prawo i druga w … Janusz Rudnicki – Uschi Warner (gościnnie) (reż.: Grzegorz Mrówczyński, Teatr im. Juliusza Osterwy Gorzów Wielkopolski)
- 1996: Pastorałka Leon Schiller – Herodowa (reż.: Jarosław Kilian, Teatr Polski Warszawa)
- 1997: Nieudacznicy Grzegorz Mrówczyński – Maria (gościnnie) (reż.: Grzegorz Mrówczyński, Teatr im. Juliusza Osterwy Gorzów Wielkopolski)
- 1997: Kobieta bez znaczenia Oscar Wilde – Lady Karolina Pontefract (reż.: Romuald Szejd, Teatr „Scena Prezentacje” Warszawa)
- 1997: Hedda Gabler Henrik Ibsen – Julia Tesman (reż.: Barbara Sass, Teatr na Woli im. Tadeusza Łomnickiego Warszawa)
- 1999: Klan wdów Beauvais-Garcin G., Chevalier M – Mirella (reż.: Romuald Szejd, Teatr „Scena Prezentacje” Warszawa)
- 1999: Aktor Minetti Thomas Bernhard – Dama (reż.: Renard Gilles, Teatr Polski Warszawa)
- 2005: Odyseja Homer – Antikleja (reż.: Jarosław Kilian, Teatr Polski Warszawa)
- 2006: Kordian Juliusz Słowacki – Matka, Strach (reż.: Paweł Passini, Teatr Polski Warszawa)
- 2007: Pomroczność jasna David Lindsay-Abaire (reż.: Piotr Nowak, Teatr Montownia Warszawa)

### Filmografia
- Prawdziwy koniec wielkiej wojny (1957) – dziewczyna na ulicy
- Lunatycy (1959) – dziewczyna w "Stodole"[5]
- Świeczka zgasła (1961) – Janina Maniecka
- Ubranie prawie nowe (1963) – Jadwiga, żona Franka
- Ostry dyżur (1965) – Zofia
- Piękny był pogrzeb, ludzie płakali (1967) – Gosia Wojtasik, żona Edwarda[6]
- Cześć Kapitanie (1967) – barmanka[7]
- Samotność we dwoje (1968) – synowa Jamrozki
- Lokis. Rękopis profesora Wittembacha (1970) – miss Pamela Leemon, guwernantka Julii Dowgiałło
- Wawelski conventus dowódców (1970) film dokumentalny, fabularyzowany – Emilia Plater
- System (1971) – śpiewaczka, kuzynka
- Trzecia część nocy (1971) − hodowczyni wszy
- Jagoda w mieście (1971) − nauczycielka Winniczuk (odc. 1, 2, 3)[8]
- Droga w świetle księżyca (1972) – duch matki Juliana
- Szklana kula (1972) – Lusia, ciotka Agi
- Stacja bezsenność  (1973) – doktor Weronika
- Wielka miłość Balzaka (1973) – mieszkanka Wierzchowni (odc. 1, 3, 4, 7)[9]
- Nagrody i odznaczenia (1973) – zakonnica[10]
- Kradzież (film) (1975) – żona Jerzego Kupczyka
- Wyjazd służbowy (1975) – Irena Białek, żona Stefana
- Trędowata (1976) – hrabina Ćwilecka
- 07 zgłoś się (1976–1987) – dwie różne role (odc. 5, 6, 16)
- Wergili (1976) – francuska turystka[11]
- Kradzież (1976) – żona Jerzego Kupczyka[12]
- Sprawa Gorgonowej (1977) – dziennikarka rozmawiająca z Axerem w Sukiennicach
- Układ krążenia (1978) – siostra oddziałowa (odc. 2)
- ...Cóżeś Ty za Pani... (1979) – hrabina
- Czułe miejsca (1980) – nauczycielka tańca
- Kariera Nikodema Dyzmy (1980) – księżna Janetta Roztocka (odc. 3, 5, 7)
- Królowa Bona (1980) − Katarzyna Helzelin, dworka Elżbiety Habsburżanki (odc. 6, 7, 8, 11)
- Jan Serce (1981) − Lusia Stawska (odc. 1, 2)
- Białe tango (1981) − Krystyna Strzemień, siostra Jadwigi (odc. 5)
- Murmurando (1981) – pani z teatru
- Chłopiec (1981) – Krystyna[13]
- Epitafium dla Barbary Radziwiłłówny (1982) – Katrina, opiekunka Elżbiety
- Wilczyca (1983) – Hortensja Vitie, przyjaciółka hrabiny Julii
- Seksmisja (1984) – Tekla, szefowa „Genetix"
- Kobieta z prowincji (1984) – letniczka
- Przyspieszenie (1984) – zagrała w nim 6 ról: aktorka Hanka, służąca, nauczycielka biologii, dyrektorka szkoły, prostytutka, urzędniczka Zosia
- Osobisty pamiętnik grzesznika przez niego samego spisany (1985) – Rabina, matka Roberta
- Labirynt (1985) – medium
- Druga strona słońca (1986) – Zofia, bratowa Okszy
- Tulipan (1986) – Nina (odc. 4)
- Zmiennicy (1986) – pielęgniarka w izbie przyjęć (odc. 2)[14]
- Wyrównanie rachunku/Pay Off (1987) – Krystyna
- Komediantka (1987) − Kaczkowska, aktorka w zespole Cabińskiego
- Rzeka kłamstwa (1987) − Charlotta, nauczycielka francuskiego (odc. 4, 6)
- Romeo i Julia z Saskiej Kępy (1988) – żona doktora
- Gdzieśkolwiek jest, jesliś jest (1988) – gość Hulanickich
- Powrót wabiszczura (1989) – żona burmistrza
- Rififi po sześćdziesiątce (1989) – siostra oddziałowa w szpitalu w Nowych Jorkach
- Dom na głowie (1990) − pani Ciszewska (odc. 1)
- Napoleon (1990) − Laetitia, matka Napoleona (odc. 1)[15]
- Maria Curie (1990) − medium Palladino (odc. 1, 2, 3)[16]
- Tak tak (1991) − matka Karen[17]
- Powodzenia żołnierzyku (1991) – Mere d'Henri (6-odcinkowy serial)
- Kawalerskie życie na obczyźnie (1992) – instruktorka tańca
- Człowiek z... (1993) – ciotka Macieja Okrąglaka
- Panna z mokrą głową (1994) − ciotka Barbara
- Panna z mokrą głową (1994) (serial) − ciotka Barbara (odc. 1, 2, 3, 4, 6)
- Les Milles (1995) – generałowa[18]
- Deborah (1995) – Hofsztajnowa, matka Hani
- Awantura o Basię (1995) – "Zielony Kapelusz"
- Awantura o Basię (1996) – "Zielony Kapelusz", pasażerka w pociągu Mława-Warszawa (odc. 1, 2, 4)
- Matka swojej matki (1996) – sąsiadka Ewy
- Nic się nie stało etiuda szkolna (1996)[19]
- Księga wielkich życzeń (1997) – pani psycholog[20]
- Klan (1998–2001) – wizjonerka Agata Wiśnicka (odc. 112-120, 428-430)[21]
- Gosia i Małgosia (1998) – Krystyna Biel-Bielecka, sąsiadka dziewczyn (serial)
- Tygrysy Europy (1999) − Zosia, kucharka Nowaków (serial)
- Operacja „Koza”  (1999) − profesor Nadieżda Gurgenidze
- Graczykowie (2000) – odc. 32
- Więzy krwi (2001) – Teresa, bibliotekarka w szkole w Sobocie
- Tygrysy Europy 2 (2003) − Genowefa Pająk, kucharka Nowaków (serial)
- Psie serce (2003) − teściowa Rity (19-odcinkowy cykl fabularny)[22]
- Na dobre i na złe (2004) – Ludmiła Wolsza (odc. 197)[23]
- Boża podszewka II (2005) – Tekla (odc. 1, 2)
- Parę osób, mały czas (2005) – dama
- Klinika samotnych serc (2005) – Hanna, przyjaciółka Sabiny Rowickiej (odc. 2, 3, 7, 11)
- Dom niespokojnej starości (2005) – Maria Wilman-Karska (serial)[24]
- Ale się kręci (2006) – Malwina, ciotka Magdy
- Mrok (2006) – Amelia Żarska, matka Ludwika (odc. 6)[25]
- Niania (2007) – Elżbieta Skalska, matka Maxa (odc. 55)
- Ja wam pokażę! (2007) − pani Welczas (odc. 8, 9)
- Barwy szczęścia (2007–2015) − Mariola Barczyk, była teściowa Grzelaka, matka Joli (udział w 76 odcinkach)
- Codzienna 2 m. 3 (2007) − pani Gonitwa, nauczycielka Franka (odc. 67, 68, 69)[26]
- Na Wspólnej (2008–2018) − Ludwika Sobczak, matka Rafała
- Agentki (2008) − Teresa Grąbska, teściowa Damiana (odc. 5)[27]
- Złoty środek (2009) – Fela
- Pokaż, kotku, co masz w środku (2011) – ciocia Andrzeja

### Telewizja
Występowała głównie w spektaklach Teatru Telewizji:
- 1959.09.26: Czy Pani mieszka sama? – obsada aktorska (scen. i reż.: Andrzej Łapicki – widowisko telewizyjne)
- 1960.09.12: Łuczniczka Jerzy Szaniawski – siostra (reż.: Olga Lipińska)
- 1961.04.02: Świeczka zgasła Aleksander Fredro – Janina Moniecka (reż.: Jan Świderski)
- 1961.10.22: Pojedynek u Ninon – obsada aktorska (scen. i reż.: Ludwik René)
- 1962.04.30: Wujaszek Wania Anton Czechow – obsada aktorska (reż.: Andrzej Szafiański)
- 1962.05.28: Intruz Maurice Maeterlinck – obsada aktorska (reż.: Barbara Bormann)
- 1962.09.30: Podwórko Andrzej Jarecki – Janka (reż.: Olga Lipińska)
- 1963.09.16: Szelmostwa Skapena Molier – Zerbineta (reż.: Jan Kulczyński)
- 1964.01.20: Tonio Kröger Thomas Mann – obsada aktorska (reż.: Ludwik René)
- 1964.02.03: Kwatery Janusz Krasiński – dziewczyna (reż.: Jerzy Krasowski)
- 1964.07.06: Ostry dyżur Jerzy Lutowski – Zofia (reż.: Andrzej Szafiański)
- 1965.07.19: Głos Zdzisław Skowroński – Anna (reż.: Jerzy Antczak)
- 1966.04.04: Horsztyński Juliusz Słowacki – Salomea, żona Horsztyńskiego (reż.: Jerzy Kreczmar)
- 1966.11.21: Miarka za miarkę William Shakespeare – obsada aktorska (reż.: Aleksander Bardini)
- 1967.06.26: Tak jest, jak się państwu zdaje Luigi Pirandello – pani Ponza (reż.: Ireneusz Kanicki)
- 1968.06.09: Kwiatami ku niebu Maria Pawlikowska-Jasnorzewska – obsada aktorska (reż.: Wojciech Boratyński – widowisko telewizyjne)
- 1968.06.18: Ranny las Witold Zalewski – obsada aktorska (reż.: Ludwik René)
- 1968.12.02: Maria i Piotr scen.: Józef Gruda – obsada aktorska (reż.: Grzegorz Dubowski)
- 1968: Eurydyka Jean Anouilh – tytułowa Eurydyka (reż.: Maria Wiercińska)
- 1969.09.29: Niemcy Leon Kruczkowski – Fanchette (reż.: Kazimierz Dejmek)
- 1970.03.16: Dziewczęta z Nowolipek Pola Gojawiczyńska – obsada aktorska (reż.: Stanisław Wohl)
- 1970.04.27: Pierwszy interesant Daniił Granin – Aleksandra Kołłontaj (reż.: Jerzy Antczak)
- 1970.10.05: Cudzoziemka Maria Kuncewiczowa – Marta (reż.: Jan Kulczyński)
- 1971.07.15: Nieznany sprawca O. Chase, S. Clayton – Jane (reż.: Jan Kulczyński)
- 1972.03.05: Milczenie Julian Przyboś – obsada aktorska (reż.: Wojciech Siemion – widowisko telewizyjne)
- 1973.02.07: Próba miłości Marina Cwietajewa – obsada aktorska (reż.: Joanna Wiśniewska)
- 1973.02.18: Większe od życia Mieczysław Jastrun – obsada aktorska (reż.: Wojciech Siemion)
- 1973.03.07: Miejsce, jakie miałem Anna Achmatowa – obsada aktorska (reż.: Joanna Wiśniewska)
- 1973.03.21: Requiem dla miasta umarłych Osip Mandelsztam – obsada aktorska (reż.: Joanna Wiśniewska – widowisko telewizyjne)
- 1973.04.04: Aż do korzenia Boris Pasternak – obsada aktorska (reż.: Joanna Wiśniewska – widowisko telewizyjne)
- 1973.04.21: Mój syn mordercą Patrick Quentin – Felicja (reż.: Józef Słotwiński)
- 1974.01.18: Obcy przyszedł na farmę Mika Waltari – Maria (reż.: Abdellah Drissi)
- 1974.07.07: Generacje Marian Grześczak – obsada aktorska (reż.: Irena Sobierajska)
- 1975.01.09: Kompozycja na cztery ręce Hilda Lawrance – Milly Stills (reż.: Tomasz Zygadło – Teatr Sensacji "Kobra")
- 1975.01.13: Procesy Danuta Brzosko-Mędryk – dziennikarka (reż.: Wacław Florkowski)
- 1975.04.26: Płonąć, żeby było widno... Rasuł Gamzatow – obsada aktorska (reż.: Andrzej Żmijewski)
- 1976.05.16: Rocznica ślubu Jan Gudmundsson – Mona (reż.: Michał Herman)
- 1978.01.01: Króliczek M. Lasaygues, Jean-Jacques Briccaire – Gizela (reż.: Andrzej Szczepkowski)
- 1978.07.10: Osobne stoliki Terence Rattigan – Sybilla (reż.: Edward Dziewoński)
- 1981.05.17: Wielki Sherlock Holmes Wil Lipatow – Głafira (reż.: Andrzej Zaorski)
- 1981.12.07: Dziady cz. III Adam Mickiewicz – Kmitow (reż.: Jan Kulczyński)
- 1982.12.25: Uśmiech Giocondy Aldous Huxley – Braddock (reż.: Krystyna Sznerr)
- 1984.01.17: O tożsamości twórcy Zofia Nałkowska – obsada aktorska (reż.: Jacek Maria Hohensee)
- 1984.03.26: Sentyment do Wenecji Louis Velle – Helena Noblet (reż.: Grzegorz Mrówczyński)
- 1985.05.02: Prawdziwy własny dom Michael Voysey – Cornelia Wallace (reż.: Krzysztof Gordon)
- 1987.06.17: Wieczór Schillerowski Leon Schiller – obsada aktorska (reż.: Kazimierz Dejmek)
- 1987.11.02: Dom kobiet Zofia Nałkowska – Tekla (reż.: Magdalena Łazarkiewicz)
- 1990.10.01: Mały bies Fiodor Sołogub – Zofia Jefimowna (reż.: Krzysztof Lang)
- 1990.10.22: Mały rodzinny interes Alan Ayckbourn – Harriet Ayres (reż.: Stanisław Mączyński)
- 1991.04.14: Jej mężowie William Somerset Maugham – obsada aktorska (reż.: Barbara Borys-Damięcka)
- 1992.03.21: Lekarz miłości Włodzimierz Perzyński – księżna Zagonowska (reż.: Barbara Borys-Damięcka)
- 1993.03.07: Ja Maria Pawlikowska-Jasnorzewska – obsada aktorska (reż.: Anna Minkiewicz)
- 1993.03.22: Knock czyli triumf medycyny Jules Romains – dama (reż.: Stanisław Różewicz)
- 1994.01.10: Ja, Michał z Montaigne Józef Hen – Katarzyna Medycejska (reż.: Grzegorz Warchoł)
- 1994: Julio, jesteś czarująca Gilbert Sauvajon – Zina Devry (reż.: Romuald Szejd)
- 1996.02.07: Ekscelencja Fiodor Dostojewski – panna Pierepielcyn (reż.: Andrzej Kostenko)
- 1996.02.17: Grzeszki tatusia Simon Moss – Agatha (reż.: Marek Sikora)
- 1996.07.15: Omdlały koń Françoise Sagan – przekład oraz jako Felicity Chesterfield (reż.: Anna Minkiewicz)
- 1996: Nic się nie stało – obsada aktorska (reż.: Łukasz Barczyk – etiuda szkolna)
- 1996: Biedermann i podpalacze Max Frisch – Bacte, jego żona (reż.: Łukasz Barczyk – etiuda szkolna)[28]
- 1997.01.12: Ciężkie czasy Michał Bałucki – Aurora (reż.: Barbara Borys-Damięcka)
- 1997.09.12: Czary motyla Federico García Lorca – Rachela Czarnoksiężniczka (reż.: Jerzy Krysiak)
- 1997.11.07: Bezsenność Lucille Fletcher – Helga (reż.: Tadeusz Sobański)

### Radio
Wybrane słuchowiska Teatru Polskiego Radia (zestawienie obejmuje audycje zrealizowane i wyemitowane w latach 1960-1999):
- 1960: Wesele poety Krzysztof Kamil Baczyński (reż.: Jerzy Kierst)
- 1961: Romans prowincjonalny Kornel Filipowicz – Elżbieta Jabłońska (reż.: Jan Świderski)
- 1962: Lekcja tańca Włodzimierz Odojewski – Zosia (reż.: Zbigniew Kopalko)
- 1962: Rozmowy i milczenie Michał Tonecki – Ewa (reż.: Zbigniew Kopalko)
- 1963: Lalek Zbigniew Herbert – Hela (reż.: Jerzy Markuszewski)
- 1963: Peer Gynt Henrik Ibsen – Anitra (reż.: Wojciech Maciejewski)
- 1963: Ave Maria Zofia Posmysz-Piasecka – Enni (reż.: Zbigniew Kopalko)
- 1963: Kalendarz stary i nowy Stanisław Herakliusz Lubomirski – Melisa (reż.: Zbigniew Kopalko)
- 1963: Czeremcha pachnie gorzko Maria Szulecka (reż.: Jerzy Markuszewski)
- 1963: Paskwalina, czyli miłość rugowana ze świata Samuel Twardowski (reż.: Zbigniew Kopalko)
- 1964: Elza Louis Aragon (reż.: Jerzy Markuszewski)
- 1964: Kłamstwo Margit Gaspar – Lia (reż.: Edward Płaczek)
- 1964: Ludzie bezdomni Stefan Żeromski – Natalia (reż.: Wojciech Maciejewski)
- 1965: Arystoteles i Filinna – tytułowa Filinna (reż.: Zbigniew Kopalko)
- 1965: Dziwna dziewczyna Włodzimierz Odojewski – koleżanka Marty (reż.: Zbigniew Kopalko)
- 1965: Molier, czyli zmowa świętoszków Michaił Bułhakow – Armanda Bejart de Molière (reż.: Zbigniew Kopalko)
- 1967: Noc przed sowietami Wielemir Chlebnikow (reż.: Arnold Słucki, Juliusz Owidzki)
- 1968: Pojedynek Joseph Conrad Korzeniowski – Adela (reż.: Juliusz Owidzki)
- 1969: Ostatnia nowość Edward Bourdet – Jacqueline (reż.: Juliusz Owidzki)
- 1969: Zdrowie chorych Julio Cortázar – Laura (reż.: Natalia Szydłowska)
- 1969: Przyjm ode mnie obrączkę – dziewczyna (scen. i reż.: Bronisław Wiernik)
- 1970.05.25-07.13: Saga rodu Forsyte’ów John Galsworthy, 9-odcinkowe słuchowisko – jako Holly (reż.: Andrzej Łapicki)
- 1970: Nieszczęsny Pyrrus Ivan Izakovič – Ewa (reż.: Natalia Szydłowska)
- 1970.09.13: Kłopoty z królewną Julia Hartwig, 3-częściowe słuchowisko – jako królowa (reż.: Zdzisław Dąbrowski)
- 1970: Żeglarz Jerzy Szaniawski – Med (reż.: Wojciech Maciejewski)
- 1971: Śmierć Orfeusza Andrzej Szypulski – Persefona (reż.: Natalia Szydłowska)
- 1971: Oczekiwanie Maria Jankowska – dziewczyna (reż.: Zofia Rakowiecka)
- 1971.09.12-19: Kapitan Blood Rafael Sabatini – w podwójnej roli: Arabella Bishop, płk Bishop (reż.: Zdzisław Dąbrowski)
- 1971: Halo, tu Ramsay – Helma (scen. i reż.: Bronisław Wiernik)
- 1973.02.25-03.04: Sprawa brzeska Mieczysław Szerer, 2-częściowe słuchowisko – jako dziennikarka (reż.: Juliusz Owidzki)
- 1974: Wizyta Aleksander Maliszewski – Maria (reż.: Wojciech Maciejewski)
- 1974: Dziady Adam Mickiewicz – Panna (reż.: Zdzisław Nardelli)
- 1974.12.29-1975.02.09: O człowieku, który nie chciał odkryć Ameryki, 4-częściowe słuchowisko – jako Izabela (scen. i reż.: Bronisław Wiernik)
- 1975.06.20-23: Noce i dnie Maria Dąbrowska, 2-częściowe słuchowisko – jako Ksawera Woynarowska (reż.: Zofia Rakowiecka)
- 1975.07.28-08.11: Kobieta w bieli William Collins, 3-częściowe słuchowisko – jako Anna Catherick (reż.: Andrzej Łapicki)
- 1975: Ludzie przeciwko śmierci Anna Szymańska – Armanda Simeon (reż.: Zdzisław Nardelli)
- 1976: Hacjenda w górach Włodzimierz Zydorczak (reż.: Wiesław Opałek)
- 1976: Rip van Winkle Max Frisch – Julika (reż.: Zdzisław Nardelli)
- 1977: Powrót posła Julian Ursyn Niemcewicz – Starościna (reż.: Janusz Kukuła)
- 1977: Anna Krystyna Salaburska – Anna (reż.: Wojciech Maciejewski)
- 1977: Pani śniegów Lafcadio Hearn – Juki Onna (reż.: Andrzej Pruski)
- 1978: Klaskać jedną ręką Anthony Burgess – Myrtle (reż.: Wiesław Opałek)
- 1978: Panna Rosita, czyli Mowa kwiatów Federico García Lorca (reż.: Zbigniew Kopalko)
- 1979: Żółty krzyż Andrzej Strug – Yvonne Arbey (reż.: Andrzej Pruski)
- 1979: Wesele pana Balzaca Jarosław Iwaszkiewicz – Karolina z Iwanowskich Sayn-Wittgenstein (reż.: Zdzisław Dąbrowski)
- 1979: Car Potap Aleksander Kopkow – Lena (reż.: Wiesław Opałek)
- 1980: Martwy punkt Kazimierz Szubert – Marta (reż.: Marek Kulesza)
- 1980: Ojczyzna Stanisław Piętak (reż.: Marek Kulesza)
- 1981: Mieszczanie Maksym Gorki – Tatiana (reż.: Zdzisław Dąbrowski)
- 1981: Iwanow Anton Czechow – Anna Pietrowna (reż.: Wojciech Maciejewski)
- 1981: Ostatnia wieczerza Franciszek Sikorski – koleżanka (reż.: Zdzisław Dąbrowski)
- 1982: Mandaryni Simone de Beauvoir – Dorota (reż.: Stanisława Grotowska)
- 1985: Ostatnia noc Barbara Cudnikowa (reż.: Marek Kulesza)
- 1985: Nadzieje, rozczarowania i klęski Adama i Ewy Ewa Prządka – Seweryna Duchińska (reż.: Juliusz Owidzki)
- 1988: Dialogi karmelitanek Georges Bernanos – Siostra Marta (reż.: Dobrosława Bałazy)
- 1989: Depozyt Andrzej Mularczyk – ekspedientka Desy (reż.: Janusz Kukuła)
- 1989.09.07-08: Podróż brekiem Jadwiga Żylińska, 2-częściowe słuchowisko – w podwójnej roli: kuzynka z Błociszewa, ciotka (reż.: Janusz Kukuła)
- 1991: Król zamczyska Seweryn Goszczyński (reż.: Henryk Rozen)
- 1991: Dziady Adam Mickiewicz – Rollisonowa (reż.: Henryk Rozen)
- 1992: Janulka, córka Fizdejki Stanisław Ignacy Witkiewicz – księżna (reż.: Jan Warenycia)
- 1992: Jubilate Henryk Bardijewski – Stefania (reż.: Janusz Kukuła)
- 1993: Drzewo Wiesław Myśliwski – hrabina (reż.: Janusz Kukuła)
- 1993.01.09-16: Generał Barcz Juliusz Kaden-Bandrowski, 2-częściowe słuchowisko (reż.: Jan Warenycia)
- 1993: Rezydencja Henryk Bardijewski – Zofia (reż.: Jan Warenycia)
- 1993: Czarna skrzynka Piotr Müldner-Nieckowski (reż.: Sławomir Olejniczak)
- 1994: Henryk Ibsen - Apostoł prawdy Iwona Malinowska – Zuzanna (reż.: Sławomir Pietrzykowski)
- 1994: Pokój z widokiem Edward Morgan Forster – panna Alan (reż.: Jan Warenycia)
- 1994.10.22-29: Fryderyk Wielki Adolf Nowaczyński, 3-częściowe słuchowisko – jako Generałowa Skórzewska (reż.: Janusz Kukuła)
- 1994.12.14-28: Sezonowa miłość Gabriela Zapolska, 6-odcinkowe słuchowisko – jako Radczyni Warchlakowska (reż.: Janusz Kukuła)
- 1995: Gościnne pokoje muzyki Wacław Tkaczuk (reż.: Andrzej Jarski)
- 1995: Biesiada u hrabiny Kotłubaj Witold Gombrowicz – tytułowa hr. Kotłubaj (reż.: Jan Warenycia)
- 1995: Agata Christie - ona wiedziała, co... Elżbieta Łukomska – mama (reż.: Janusz Kukuła)
- 1995: Bieg Michaił Bułhakow (reż.: Andrzej Jarski)
- 1995: Upiory Henrik Ibsen – Helena Alwing (reż.: Janusz Kukuła)
- 1995.08.12-10.21: Jest jak jest Jerzy Janicki i Andrzej Mularczyk, 3-częściowe słuchowisko – Wielkopolska (reż.: Janusz Kukuła)
- 1995: Kobiety na tle krajobrazu z rzeką Heinrich Böll (reż.: Janusz Kukuła)
- 1995: Opętani Witold Gombrowicz – urzędniczka (reż.: Jan Warenycia)
- 1995: Rozmowa w katedrze Mario Vargas Llosa – Hortensja (reż.: Janusz Kukuła)
- 1995: Emanuel Henryk Bardijewski – Rita (reż.: Marek Kulesza)
- 1995: Odejść w tło Kazimiera Iłłakowiczówna (reż.: Sławomir Pietrzykowski)
- 1995: Daisy Miller Henry James – pani Costello (reż.: Janusz Kukuła)
- 1996: Kochanek lady Chatterley David Herbert Lawrence (reż.: Waldemar Modestowicz)
- 1996: Mikołaja Doświadczyńskiego przypadki Ignacy Krasicki – matka (reż.: Janusz Kukuła)
- 1996: Zagłoba swatem Henryk Sienkiewicz – Marcjanna (reż.: Janusz Kukuła)
- 1996: Mądremu biada Aleksander Gribojedow – księżna Tugouchowska (reż.: Jan Warenycia)
- 1996: Szachy Stanisław Grochowiak – hrabina-rezydentka (reż.: Janusz Kukuła)
- 1996: Pisanie życiorysu Wisława Szymborska (reż.: Janusz Kukuła)
- 1997: Po stokroć Brahms Jerzy Wojciechowski – księżna Karolina Von Sayn-Wittgenstein (reż.: Janusz Kukuła)
- 1997: Typy i typki pana Michała Michał Bałucki (reż.: Jan Warenycia)
- 1997: Noc wigilijna Nikołaj Gogol – caryca (reż.: Henryk Rozen)
- 1998: Portret grupowy z damą Heinrich Böll – Margaret Schlomer/Pfeifferowa (reż.: Wojciech Markiewicz)
- 1998: Anielskie scherzo Marian Grześczak – ciocia Aniela (reż.: Andrzej Jarski)
- 1999: I koń się potknie Aleksander Ostrowski – Sofia Ignatiewna Turiusina (reż.: Janusz Kukuła)
- 1999: Pierwsza Polka Horst Bienek (reż.: Jan Warenycia)

## Odznaczenia i wyróżnienia
- 1986: Medal 40-lecia Polski Ludowej
- 1987: Srebrny Krzyż Zasługi
- 1988: Zasłużony dla Teatru Polskiego w Warszawie
- 1993: Złoty Krzyż Zasługi